# Busega
Busega est une ville située dans le district de Kampala, en Ouganda.

## Crédit
- (en) Cet article est partiellement ou en totalité issu de l’article de Wikipédia en anglais intitulé « Busega » (voir la liste des auteurs).